# 국제 모터사이클 연맹
국제 모터사이클 연맹(Fédération Internationale de Motocyclisme, FIM)은 모터사이클을 국제적으로 총괄하는 조직이다. 1904년에 설립하여 현재는 스위스 미스에 본부를 두고 있다. 세계 80여개국이 가맹하고 있다. 2000년부터 국제 올림픽 위원회 (IOC)의 인가 단체가 되었다.

## 대륙 연맹

### FIM 유럽(47개국)
- 그리스 (AMOTOE)
- 네덜란드 (KNMV)
- 노르웨이 (NMF)
- 덴마크 (DMU)
- 독일 (DMSB)
- 라트비아 (LaMSF)
- 러시아 (MFR)
- 루마니아 (FRM)
- 룩셈부르크 (MUL)
- 리투아니아 (LMSF)
- 리히텐슈타인 (LMV)
- 모나코 (MCM)
- 몬테네그로 (MFM)
- 몰도바 (FMRM)
- 몰타 (ASMK)
- 벨기에 (FMB)
- 벨라루스 (BFMS)
- 보스니아 헤르체고비나 (MS BiH)
- 북마케도니아 (MFNM)
- 불가리아 (BMF)
- 산마리노 (FSM)
- 세르비아 (AMSS)
- 스웨덴 (SVEMO)
- 스위스 (FMS)
- 스페인 (RFME)
- 슬로바키아 (SMF)
- 슬로베니아 (AMZS)
- 아이슬란드 (MSI)
- 아일랜드 (MCUI)
- 안도라 (FMA)
- 에스토니아 (EMF)
- 영국 (ACU)
- 오스트리아 (AMF)
- 우크라이나 (FMU)
- 이스라엘 (IMSF)
- 이탈리아 (FMI)
- 조지아 (GNMF)
- 체코 (ACCR)
- 카자흐스탄 (AMFK)
- 크로아티아 (HMS)
- 키프로스 (CYMF)
- 튀르키예 (TMF)
- 포르투갈 (FMP)
- 폴란드 (PZM)
- 프랑스 (FFM)
- 핀란드 (SML)
- 헝가리 (MAMS)

### FIM 아시아(29개국)
- 괌 (GMAC)
- 네팔 (NASA)
- 대한민국 (KMF)
- 레바논 (LMC)
- 마카오 (AAMC)
- 말레이시아 (MAM)
- 몽골 (MAMSF)
- 바레인 (BAMF)
- 사우디아라비아 (SAMF)
- 스리랑카 (FMSSL)
- 싱가포르 (MSS)
- 아랍에미리트 (EMSO)
- 오만 (OAA)
- 요르단 (JMS)
- 이라크 (IAMF)
- 이란 (MAFIRI)
- 인도 (FMSCI)
- 인도네시아 (IMI)
- 일본 (MFJ)
- 중국 (CAMF)
- 카타르 (QMMF)
- 캄보디아 (CMSF)
- 쿠웨이트 (KIAC)
- 키르기스스탄 (AMSRSF)
- 타이완 (CTMS)
- 태국 (FMSCT)
- 팔레스타인 (PMSMF)
- 필리핀 (NAMSSA)
- 홍콩 (HKAA)

### FIM 라틴아메리카(20개국)
- 과테말라 (FNMG)
- 니카라과 (UNIMOTO)
- 도미니카 공화국 (FDM)
- 멕시코 (FMM)
- 베네수엘라 (FMV)
- 볼리비아 (FBM)
- 브라질 (CBM)
- 아르헨티나 (CAMOD)
- 에콰도르 (FEM)
- 엘살바도르 (FESAMOTO)
- 온두라스 (FEHMOTO)
- 우루과이 (FUM)
- 칠레 (FMC)
- 코스타리카 (FMCR)
- 콜롬비아 (CFM)
- 쿠바 (FCM)
- 파나마 (UPM)
- 파라과이 (FEPAM)
- 페루 (FDEPEM)
- 푸에르토리코 (FMPR)

### FIM 아프리카(17개국)
- 나미비아 (NMSF)
- 남아프리카 공화국 (MSA)
- 리비아 (LMF)
- 마다가스카르 (FMaM)
- 모로코 (FRMM)
- 모리타니 (FMSM)
- 모잠비크 (FMoM)
- 보츠와나 (BMS)
- 알제리 (FASM)
- 앙골라 (FADM)
- 우간다 (FMCU)
- 이집트 (ATCE)
- 잠비아 (ZMSA)
- 짐바브웨 (MSZ)
- 케냐 (MSFK)
- 코트디부아르 (FMCI)
- 튀니지 (FTM)

### FIM 북아메리카(3개국)
- 미국 (AMA)
- 바베이도스 (BBMF)
- 캐나다 (CMA)

### FIM 오세아니아(2개국)
- 뉴질랜드 (MNZ)
- 오스트레일리아 (MA)